# イエローストーン川

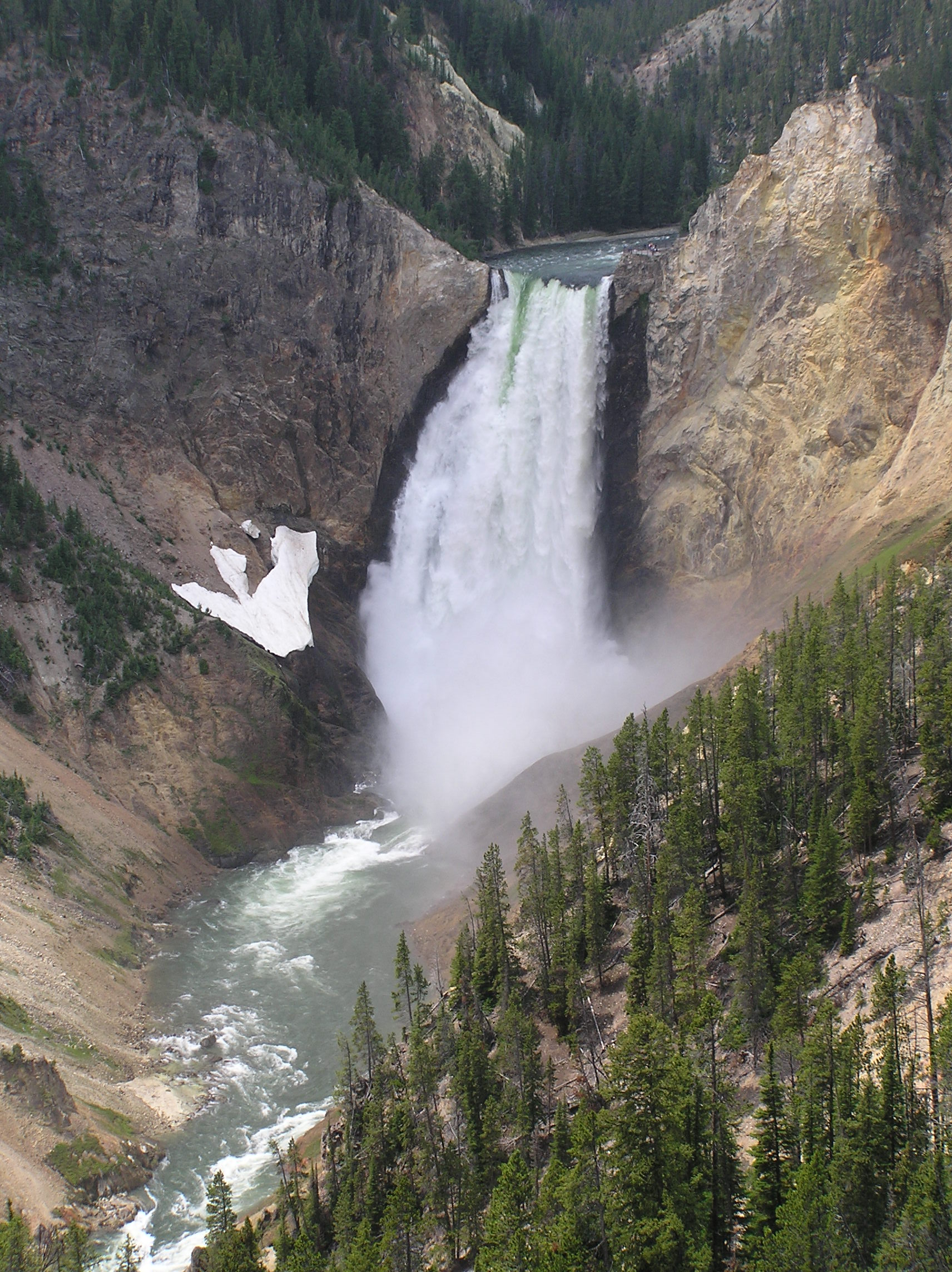
イエローストーン滝

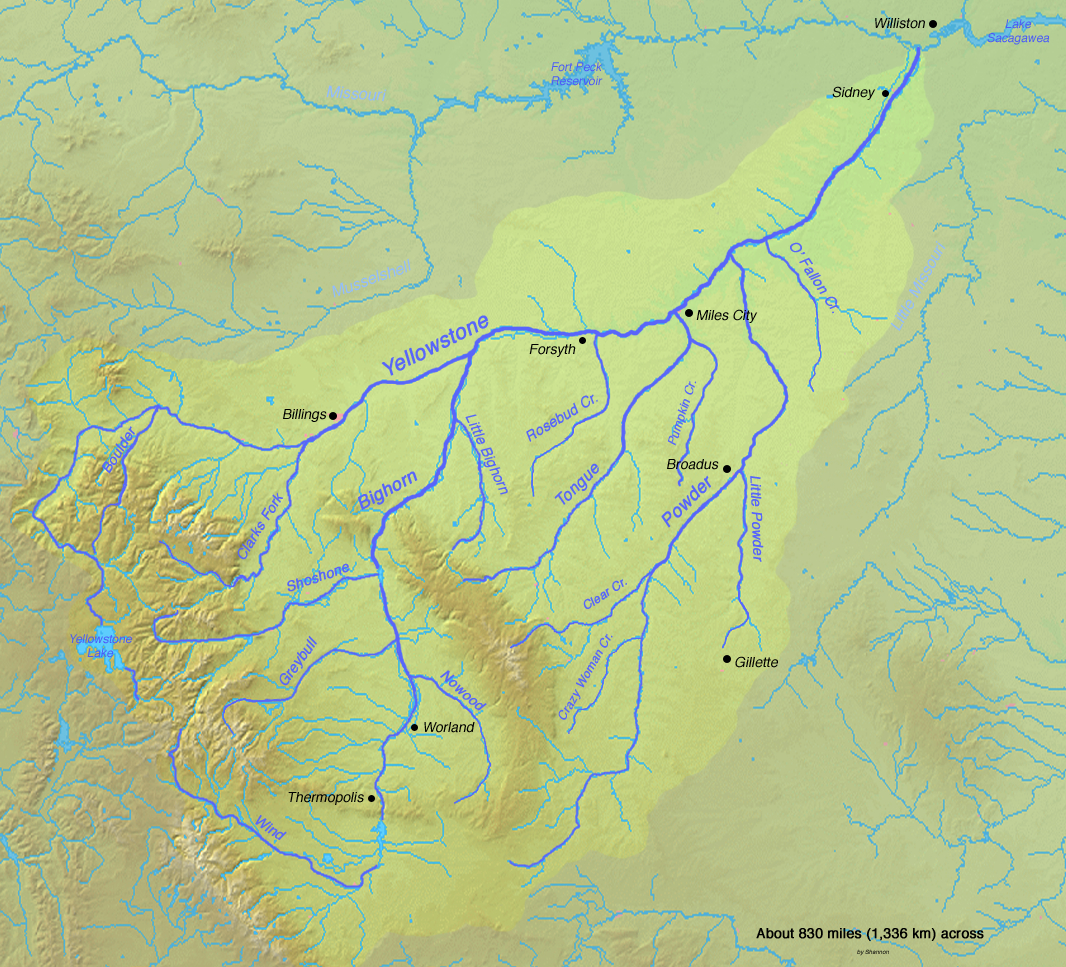
イエローストーン川流域

イエローストーン川（イエローストーンがわ、Yellowstone River）は、アメリカ合衆国西部を流れるミズーリ川支流の河川である。全長は約1,080kmある。

## 流路
ワイオミング州北西に位置するYounts山近くの大陸分水界に源を発し、イエローストーン国立公園を北に流れイエローストーン湖に注ぐ。その下流にはイエローストーン滝がある。アブサロカ山脈に沿って北に向かいモンタナ州に入り、リヴィングストン近くで山脈から出る。北東へと向きを変えビリングスを経由し、グレートプレーンズの北部を横切って流れる。ビッグホーン川を合わせ、さらに下流ではマイルズシティ近くでタン川を、モンタナ州東部でパウダー川を合わせる。そして州境付近のノースダコタ州側でミズーリ川に合流する。

## 歴史
この川は、1806年にルイス・クラーク探検隊のウィリアム・クラークが西部探検の帰路の途中で探索された。ネイティブアメリカンの輸送の動脈であり、19世紀には白人の移住者にとっても同様であった。

## 利水
モンタナ州では1860年代から広範囲の灌漑に利用されている。